# Adel Safar
Pour les articles homonymes, voir Safar.
Adel Safar, né en 1953 à Damas, est un homme d'État syrien. Ministre de l'Agriculture entre 2003 et 2011, il est Premier ministre du 14 avril 2011 au 6 juin 2012, à la tête de son gouvernement.